# Laurentum

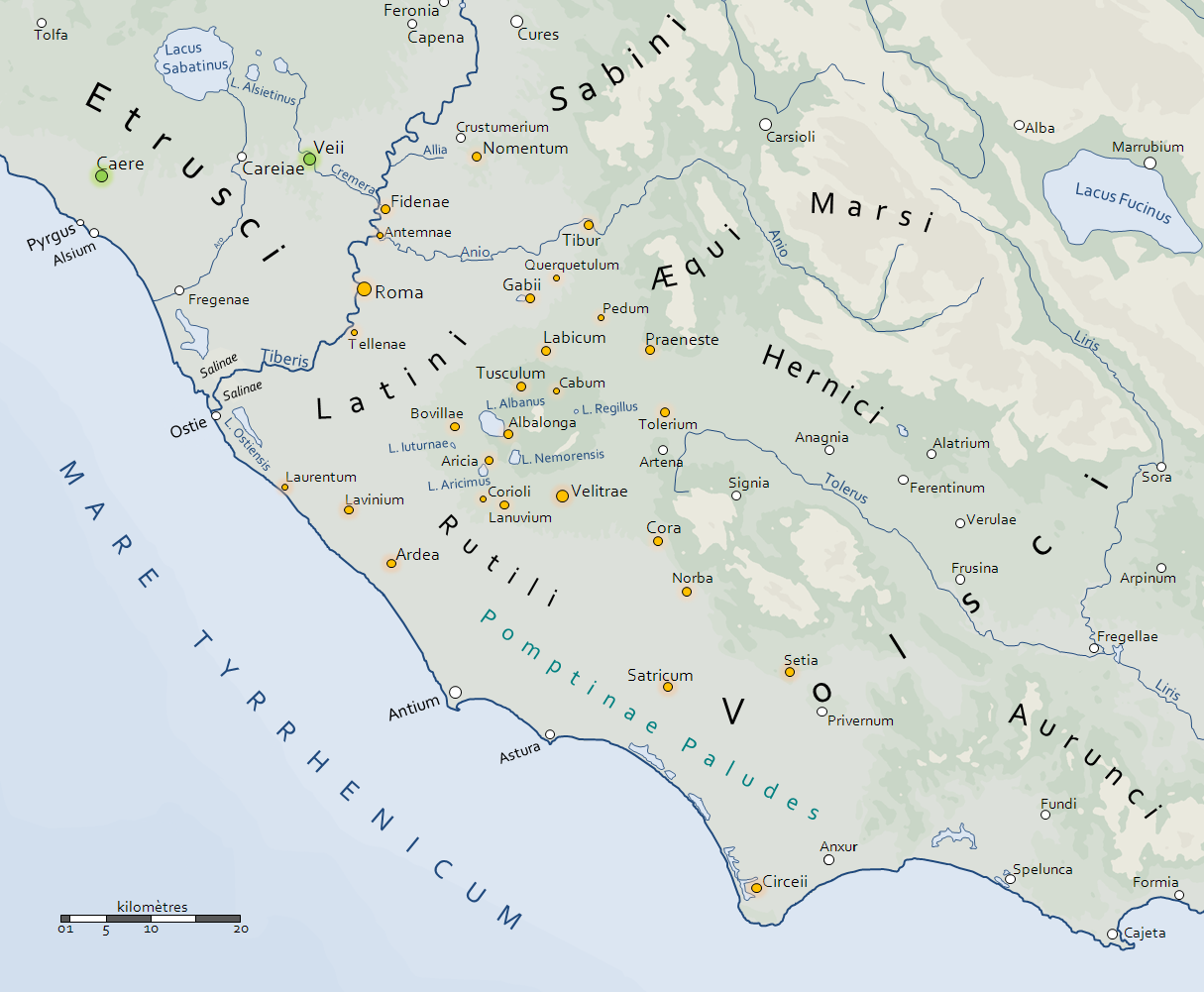
Laurentum et Lavinium sur la carte du Latium vetus (bas à gauche)

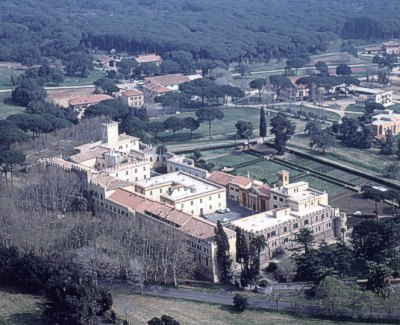
La Résidence présidentielle de Castelporziano.

Laurentum est une ville de la Rome antique aujourd'hui disparue, située dans le Latium vetus.
Laurentum était située sur la via Laurentina à 10 milles du centre de Rome, et à six milles  de Lavinium.
La via Severiana la reliait à Ostie. Selon Pline le Jeune les restes de Laurentum se trouvaient  dans sa villa dont les ruines se trouvent aujourd'hui à l'intérieur de la Résidence présidentielle de Castelporziano.

## Étymologie
Le nom de Laurentum provient de la plante laurier (Laurus) qui prospérait sur son territoire. Sous la Rome antique ses habitants étaient appelés Laurentes, toute personne originaire de Laurentum était appelée Laurentiius duquel proviennent les noms modernes italiens de Lorenzo/Lorenza.

## Histoire
Selon le mythe, Laurentum fut fondée par Picus, premier roi du Latium. Le roi Latinus régna sur Laurentum pendant 35 ans ; fils de Faunus et d'une nymphe locale, descendante de Saturne, son épouse s'appelait Amata et sa fille Lavinia.
Selon Virgile, les Troyens guidés par Énée s'y établirent après avoir débarqué sur les côtes du Latium en 1182 av. J.-C. comme hôtes du roi Latinus.
Latinus voulut donner pour épouse à Énée sa fille Lavinia, déjà promise à Turnus, roi des Rutules.
Pendant la guerre qui s'ensuivit entre les Rutules et les Troyens, Laurentum aurait été abandonnée ou complètement détruite et ses habitants seraient partis, fondant à proximité la ville de Lavinium.

### Selon Tite Live
Tite Live situe sur le territoire de Laurentum le lieu où Énée serait débarqué avec les rescapés troyens et où se serait déroulée la rencontre avec le roi Latinus.
Tite Live rapporte aussi qu'au VIIIe siècle av. J.-C., au moment où Romulus et Titus Tatius gouvernaient conjointement Rome, les ambassadeurs des « Laurentes » se rendirent à Rome où ils furent molestés par les parents de Tatius. Les Laurentes se plaignirent mais Tatius privilégia ses propres parents plutôt que de considérer l'offense faite aux Laurentes.

### Selon les sources historiques romaines
Selon les sources historique romaines, les habitants de Laurentum tuèrent le roi Titus Tatius, et furent par la suite défaits par le roi Tullus Hostilius.
Laurentum déclina après une défaite navale et ses habitants fondèrent la ville de Lavinium. Laurentum fut le siège originaire des Penates avant que ceux-ci soient transférés à Lavinium.

## Sources
- (it) Cet article est partiellement ou en totalité issu de l’article de Wikipédia en italien intitulé « Laurentum » (voir la liste des auteurs).